# Acremonium zeylanicum
Acremonium zeylanicum är en svampart som först beskrevs av Petch, och fick sitt nu gällande namn av W. Gams & H.C. Evans 1975. Acremonium zeylanicum ingår i släktet Acremonium, ordningen köttkärnsvampar, klassen Sordariomycetes, divisionen sporsäcksvampar och riket svampar.   Inga underarter finns listade i Catalogue of Life.